# ذى بحر (إب)

تعديل مصدري - تعديل

ذى بحر محلة تابعة لقرية الصافية، التابعة لعزلة شعب يافع بمديرية إب إحدى مديريات محافظة إب في الجمهورية اليمنية.، بلغ تعداد سكانها 58 حسب تعداد اليمن لعام 2004.